# 2:a på bollen
"2:a på bollen" är en av låtarna på Magnus Ugglas album Alla får påsar från 1993.
Låten handlar om det moderna samhällets nyhets- och trendhysteri, att man skall vara först med allting. En textrad som exemplifierar detta är "...för om man bara blinkar, går ut och pinkar, är man på läktar'n direkt".